# Stawrowo
Stawrowo (russisch Ставро́во) ist eine Siedlung städtischen Typs in der Oblast Wladimir in Russland mit 7800 Einwohnern (Stand 14. Oktober 2010).

## Geographie
Der Ort liegt etwa 25 km Luftlinie westlich der Stadtmitte des Oblastverwaltungszentrums Wladimir. Er befindet sich am rechten Ufer des linken Kljasma-Nebenflusses Kolokscha.
Stawrowo gehört zum Rajon Sobinski, liegt gut 15 km nördlich des Rajonzentrums Sobinka und ist Sitz und einzige Ortschaft der Stadtgemeinde (gorodskoje posselenije) Possjolok Stawrowo.

## Geschichte
Der Ort wurde erstmals 1515 als Besitztum der Moskauer Großfürsten (in dieser Zeit Wassili III.) erwähnt. 1650 gehörte er zu den Gütern des Moskauer Himmelfahrts-Klosters (Wosnessenski monastyr). Der ursprüngliche Ortsname war Krestowo, von russisch krest für „Kreuz;“ später wurde er in Stawrowo geändert, abgeleitet von gleichbedeutenden griechischen σταυρός (staurós).
Im 19. Jahrhundert entwickelte sich Stawrowo wie viele Orte der Region zu einem Zentrum der Textilindustrie.
Vom 14. Januar 1929 bis 1932 war Stawrowo erstmals Verwaltungssitz des Stawrowski rajon, im Bestand der Industrieoblast Iwanowo; erneut ab 27. März 1945 als Teil der 1944 gebildeten Oblast Wladimir. 1946 nahm ein Zulieferbetrieb für die Automobilindustrie die Produktion auf, bis heute wichtigstes Unternehmen des Ortes. Am 19. Februar 1958 erhielt der Ort den Status einer Siedlung städtischen Typs. Am 12. Januar 1965 ging der Rajon im Sobinski rajon auf.
Stawrowo ist in der Liste der historischen Städte Russlands (erweiterte Version von 2002) aufgeführt.

### Bevölkerungsentwicklung
| Jahr | Einwohner |
| ---- | --------- |
| 1959 | 3252      |
| 1970 | 5122      |
| 1979 | 6673      |
| 1989 | 7985      |
| 2002 | 8005      |
| 2010 | 7800      |

Anmerkung: Volkszählungsdaten

## Verkehr
Stawrowo wird südwestlich von der Regionalstraße 17A-2 umgangen, die etwa 10 km südöstlich von der föderalen Fernstraße M7 Wolga Moskau – Nischni Nowgorod – Ufa abzweigt und weiter durch den Westteil der Oblast über Koltschugino und Alexandrow zur föderalen Fernstraße M8 Cholmogory bei Sergijew Possad führt.
Die nächstgelegene Bahnstation ist gut 12 km südöstlich Kolokscha bei Kilometer 173 der auf diesem Abschnitt 1861 eröffneten Strecke Moskau – Nischni Nowgorod – Kotelnitsch.